# Wawrzeńczyce (województwo świętokrzyskie)
Wawrzeńczyce – wieś w Polsce, położona w województwie świętokrzyskim, w powiecie starachowickim, w gminie Pawłów.
| SIMC    | Nazwa              | Rodzaj    |
| ------- | ------------------ | --------- |
| 0261210 | Leonów             | część wsi |
| 0261226 | Nowe Wawrzeńczyce  | część wsi |
| 0261232 | Stare Wawrzeńczyce | część wsi |

W latach 1975–1998 miejscowość należała administracyjnie do województwa kieleckiego.
Wierni Kościoła rzymskokatolickiego należą do parafii Parafia św. Małgorzaty w Chybicach.